# G-Dragon
Kwon Ji-yong (hangul: 권지용; Seúl, 18 de agosto de 1988), conocido por su nombre artístico G-Dragon, y también como Rey del kpop, es un rapero, cantautor, productor, empresario, diseñador de moda y profesor surcoreano. Debutó como cantante en 1994, a la edad de seis años, en el grupo musical infantil Little Roo'Ra. En 2006, se convirtió en el líder y rapero principal del grupo surcoreano Big Bang.
En 2009, su primer álbum en solitario, Heartbreaker, se convirtió en el álbum más vendido por un solista coreano en ese momento y obtuvo el premio como Álbum del año en los Mnet Asian Music Awards. En 2010, G-Dragon colaboró con un integrante de BigBang T.O.P para lanzar el álbum GD & Top. En 2012, su primer EP, One of a Kind, obtuvo el premio como Grabación del año en los Seoul Music Awards. En 2013, se embarcó en su primera gira mundial como solista, convirtiéndose en el primer solista coreano en recorrer los domos japoneses. Tras el éxito de su segundo álbum Coup d'Etat, se convirtió en el primer y único artista solista en recibir el premio al Artista del año en los Mnet Asian Music Awards. En 2017, su EP, Kwon Ji Yong, junto al sencillo «Untitled, 2014» obtuvieron el primer lugar en Gaon y su gira mundial, Act III: M.O.T.T.E, se convirtió en la gira más grande jamás realizada por un solista coreano.
Reconocido ampliamente por su influencia en la cultura juvenil, las tendencias de moda y la música en Corea del Sur, G-Dragon fue nombrado por Forbes en 2016 como la persona más influyente de menos de 30 años en el entretenimiento y los deportes de Asia. Produciendo no solo para su grupo, sino también para sus propios lanzamientos como solista y sus compañeros de grupo, G-Dragon ha escrito o coescrito veintitrés canciones que han conseguido el primer lugar de Gaon Digital Chart (equivalente a Billboard Hot 100).

## Biografía

### Infancia, adolescencia y comienzos de su carrera
Nacido y criado en Seúl, Corea del Sur, Kwon Ji-yong ingresó a la industria del entretenimiento cuando era niño. Hizo su primera aparición en televisión a través del programa infantil Bbo Bbo Bbo de MBC. En 1994, a la edad de seis años, se convirtió en miembro del grupo de niños Little Roo'Ra. Tras el lanzamiento de un álbum navideño, el contrato del grupo fue rescindido por su sello discográfico, que Kwon describió como «impactante» y aunque prometió a su madre que «no intentaría [convertirse en cantante] de nuevo», se convirtió en un aprendiz de SM Entertainment a los ocho años de edad, después de haber sido descubierto por la agencia en un viaje de esquí con su familia. A los trece años y después de cinco años como aprendiz con especialización en danza, Kwon decidió abandonar SM Entertainment porque no estaba seguro de lo que realmente quería hacer.
Antes de sus nueve años, Kwon fue presentado ante el grupo de rap estadounidense Wu-Tang Clan a través de un amigo. Inspirado por su música, desarrolló un interés por el rap y comenzó a tomar clases. Más tarde, bajo la tutela del grupo de hip hop People Crew, participó en el lanzamiento de un álbum titulado Hip Hop Flex en 2001, convirtiéndose en el rapero coreano más joven con trece años. Aunque Kwon escribió sus propias letras, más tarde admitió que su inglés era malo y que la historia detrás de las letras era otro típico: «Soy joven, pero soy el mejor». Además, él y su futuro compañero de grupo Choi Seung-hyun (T.O.P) se convirtieron en amigos durante la primaria y con frecuencia bailaban y rapeaban juntos hasta que Kwon logró salir adelante. A través de su participación en el álbum Hip Hop Flex (2001), Kwon finalmente despertó el interés de Sean del dúo de hip hop de YG Entertainment, Jinusean, quien más tarde lo recomendó al CEO Yang Hyun-suk. Después de firmar un contrato como aprendiz, pasó su primer año allí, limpiando el estudio para los otros artistas y recogiendo botellas de agua para ellos durante sus prácticas de baile. En el lugar, conoció a su compañero de prácticas y futuro compañero de grupo Dong Young-bae (Taeyang) y pasó a usar el nombre artístico G-Dragon, que proviene de su nombre Ji-yong, donde Ji se pronuncia en el idioma coreano como la letra G en el idioma inglés y Yong es el significado coreano de la palabra «Dragón».

## Carrera

### 2006-2011: Debut en Big Bang y actividades como solista
En 2006, Big Bang debutó su primer álbum, Bigbang Vol.1, el cual vendió más de 100 000 copias. El álbum también incluye un primer sencillo de G-Dragon, un cover de «This Love» de Maroon 5. En 2007, el grupo lanzó Always, con numerosas canciones compuestas por G-Dragon, incluyendo «Lies», que durante varias semanas se mantuvo en el primer puesto de varias listas coreanas y ganó el premio como Canción del año en los Mnet Asian Music Awards. Los siguientes dos EP, Hot Issue y Stand Up, contienen dos canciones compuestas y producidas por el cantante, «Last Farewell» y «Haru Haru». También participó en la producción de Hot, EP de Taeyang.
En 2009, colaboró con Lexy y con el grupo japonés Winds. En el mismo año, debutó como solista lanzando el álbum Heartbreaker, junto al single homónimo, el cual ocupó el primer lugar de varias listas surcoreanas. El álbum también es uno de los álbumes más vendidos del año, con más de 200 000 copias, El disco ganó el premio como Álbum del año en los Mnet Asian Music Awards. Sin embargo, «Heartbreaker» también crea cierta controversia en torno al artista, incluidas varias acusaciones de plagio debido a las similitudes con la canción «Right Round» de Flo Rida. Más tarde, la discográfica EMI que había producido la canción de Flo Rida dijo que no se encontraron similitudes entre las dos canciones.
En 2010, después de casi un año de hiatus, G-Dragon formó un dúo con T.O.P y lanzaron GD & TOP. En 2011, G-Dragon participó en el programa Infinite Challenge, con Park Myeong-su y Bom. En el mismo año, G-Dragon estuvo involucrado en un escándalo por fumar marihuana, pero las pruebas no fueron suficientes y fue liberado sin acusaciones. Más tarde, durante una entrevista, el cantante afirmó que después de una fiesta en Japón le ofrecieron un cigarrillo y que no había entendido que era marihuana ya que nunca antes la había olido.
En noviembre del 2014, antes del regreso de Big Bang (grupo musical), formó una nueva subunidad junto a Taeyang lanzando el sencillo, Good Boy.

### 2012-actualidad:Kwon Ji Yong
En 2012, el cantante lanzó el álbum One of a Kind, logrando entrar a la lista Billboard 200. El EP contiene, entre otros, el single «One of a Kind», que ganó el premio a la mejor canción Hip Hop y Rap del año en los Korean Music Awards y los Rhythmer Awards, y el sencillo «Crayon», y «That XX», que alcanzó el primer puesto en varias listas.[cita requerida] El álbum vendió más de 200 000 copias, convirtiéndose en el álbum más vendido de Corea del Sur por un solista. Con «Crayon» ganó los Mnet Asian Music Awards al mejor artista masculino. G-Dragon fue el segundo artista coreano en ese momento en organizar una gira mundial en solitario con One of a Kind World Tour. G-Dragon visita ocho países y trece ciudades, para un total de veintisiete conciertos con 570 000 espectadores.
En 2013, anunció el lanzamiento de su nuevo álbum Coup d'Etat, que incluye colaboraciones con Diplo, Baauer, Boys Noize, Sky Ferreira, Jennie y Missy Elliott. Seis canciones del disco ingresaron a Gaon Digital Chart, mientras que «Who You?» obtuvo el primer lugar. Coup d'Etat también entró a Billboard 200, convirtiendo al cantante en el primer artista coreano en ese momento en ingresar dos veces a la lista. El éxito del álbum lo llevó a ganar cuatro premios en los Mnet Asian Music Awards al año siguiente, como mejor artista masculino, mejor vídeo musical (por «Coup d'Etat»), mejor actuación de baile (por «Crooked») y el premio más prestigioso, el de artista del año. También ganó dos premios en los World Music Awards, incluido el del mejor álbum. Al siguiente año, además de escribir algunas canciones para otros grupos, ayudó a Taeyang con la producción de Rise. También con Taeyang, en noviembre del mismo año lanzó la canción «Good Boy», que superó los 100 millones de visitas en YouTube. En diciembre, se publicó la canción «Dirty Vibe», una colaboración con Skrillex, Diplo y CL.
G-Dragon continuó colaborando con otros artistas. A principios de 2017 colaboró, por ejemplo, con IU para el sencillo «Palette», que da nombre al álbum de la cantante. G-Dragon comenzó a trabajar en su nuevo álbum y en una nueva gira mundial como solista. El tema del EP es la necesidad de alejarse de la figura de G-Dragon, considerado solo un personaje teatral y construido para el público, y mostrar con sinceridad a los fanáticos la parte más frágil y sincera del cantante: para esto, el título elegido para el álbum es Kwon Ji Yong, el verdadero nombre del artista. El EP recibió críticas porque viene en forma de un USB y no un CD; más allá de eso, el álbum encabezó las listas en 46 países, incluido Estados Unidos, logrando entrar a Billboard 200. Seis días después de su lanzamiento, superó el millón de copias vendidas. Su segunda gira mundial, Act III: M.O.T.T.E, inició el 11 de junio de 2017 en Seúl y visitó Europa, Asia, América del Norte y Oceanía. En septiembre de 2018 también hay un documental que explora la gira detrás de escena.

## Estilo

### Música
La producción discográfica de G-Dragon es principalmente del género hip hop, con el que comenzó su carrera a la edad de doce años participando en el álbum Flex. Los músicos que lo inspiraron fueron Wu-Tang Clan y el cantante estadounidense Pharrell Williams, pero también estuvo influenciado por Jinusean, Fabolous y Kanye West. Con Big Bang, G-Dragon produjo varias canciones de hip hop antes de que el quinteto comenzara a experimentar con la música electrónica, que gracias a su contribución se convirtió en una nueva tendencia musical en Corea. Big Bang ha incorporado varios géneros en su producción musical, mientras que G-Dragon se ha centrado en el hip hop para su carrera en solitario y para colaboraciones con T.O.P y Taeyang. Su primer álbum, Heartbreaker es, de hecho, una mezcla de dance, hip-hop y R&B, y música acústica, el hip hop y la música electrónica han influido en el álbum GD & TOP.
En su carrera en solitario, G-Dragon produjo el sencillo «Crayon», del EP One of a Kind, que es una mezcla de música electrónica y hip-hop, mientras que «One of a Kind» es una canción de hip-hop y rap. Su segundo álbum, Coup d'Etat, es conocido por ser una mezcla ecléctica de hip-hop, rock, dubstep y pop. Incluso el álbum Kwon Ji Yong contiene canciones del género hip-hop y R&B, con la excepción del single «Untitled, 2014», que a pesar de que G-Dragon es principalmente un rapero, es una balada simple cantada en acompañamiento de piano.

### Letras y temas
G-Dragon escribe personalmente la mayoría de sus canciones. La revista Spin declaró que su música parece desafiar los estándares del K-pop, sin temor a ser innovadora.
The Guardian notó cómo surgen sus canciones con «temas más profundos, como la autodestrucción y el narcisismo». La letra de la canción «A Boy» nació, por ejemplo, en respuesta a las acusaciones de plagio recibidas en 2009, a lo que G-Dragon responde negándose a renunciar a su carrera a pesar de las críticas públicas. «Crooked» fue creado para expresar un lado de sí mismo «lleno de angustia y desesperación», que pide permanecer solo y no necesita la «simpatía cubierta de azúcar» de nadie. «One of a Kind» trata temas como el dinero y la fama. La revista Ize lo recuerda como una de las canciones más memorables del artista. En el disco Kwon Ji Yong él analiza varios lados de su personalidad, exponiendo el deseo de mostrarse sin máscaras: 

Quería recordar a Kwon Ji-yong, no a G-Dragon. Para mí, Kwon Ji-yong es más importante, así que decidí presentarlo oficialmente al público.
G-Dragon

En la canción «Middle Fingers Up», el artista habla del número cada vez menor de personas que forman parte de su círculo social, mientras que en «Untitled, 2014» expresa todo su remordimiento hacia una persona que lo dejó, en un sencillo que ha sido descrito como una «carta a un viejo amor».
Incluso en las canciones escritas para Big Bang, como por ejemplo, «If You» está inspirado en un período en el que el artista estaba enamorado, mientras que «Bae Bae» está inspirado en las obras del artista británico Francis Bacon y en el erotismo de sus pinturas. G-Dragon también ha escrito canciones para Seungri, Taeyang y Daesung, así como para los grupos iKON y 2NE1. A menudo ha sido descrito como un «perfeccionista» y recordado por ser muy crítico durante las pruebas de grabación.
En febrero de 2018, la Asociación de Derechos de Autor de Música de Coreatiene 172 canciones listadas bajo su nombre.

## Imagen

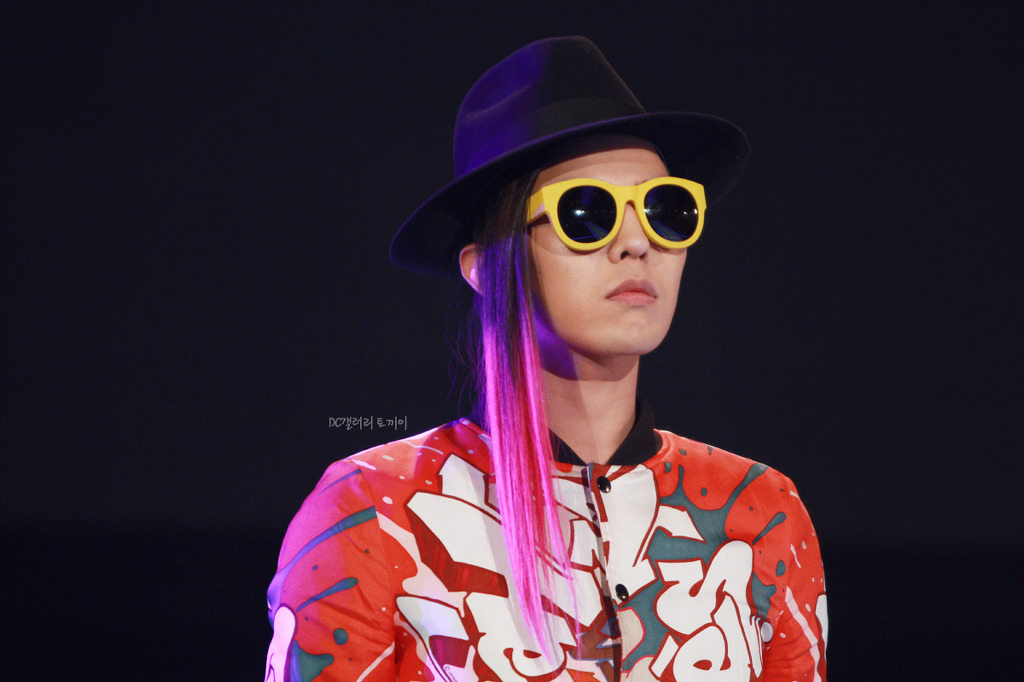
G-Dragon en 2012

### Arte y moda
En 2013, G-Dragon colaboró con Ambush en la producción de ropa y accesorios, y en 2014 lanzó con Chow Tai Fook Enterprises una colección de joyas diseñada por él, mientras que en 2015 también colaboró con Giuseppe Zanotti. En el mismo año, abrió una exposición de arte titulada Peaceminusone: Beyond the Stage, que exhibió 200 obras de arte de doce artistas de diversas partes del mundo, incluidos Michael Scoggins, Sophie Clements y James Clar. La exposición, que se llevó a cabo en el museo de arte de Seúl del 6 de junio al 23 de agosto de 2015, requirió casi un año de trabajo, ya que el cantante quería combinar el arte moderno y la cultura pop con el propósito de presentar nuevos artistas al público.
En 2016, colaboró con la marca 8 Seconds, diseñando una colección de moda urbana que contenía un diseño innovador, adecuado tanto para hombres como para mujeres. En octubre del mismo año, G-Dragon lanzó su marca personal, Peaceminusone, como una tienda en línea junto con su estilista Gee Eun, mostrando, entre otras cosas, sombreros, joyas y gorras. Más tarde, se abrieron dos tiendas en Londres y Seúl, respectivamente. Desde 2016 también se convirtió en el embajador de Chanel, una marca por la cual el artista nunca había ocultado su admiración. En una entrevista en Dazed, por ejemplo, G-Dragon contó cómo le encanta usar la ropa de esa marca, y en particular también es conocido por usar ropa de mujer.
Del 1 al 18 de agosto de 2019, se abrió una exposición de arte llamada Untitled, 2017 en la que se exhibieron algunas obras de arte diseñadas por G-Dragon, incluida una serie de sus pinturas titulada Flower Road.
Desde 2019 ha mantenido una colaboración con Nike y su propia marca Peaceminusone, en el mismo año lanzaron los Nike Air Force 1 Low y en 2020 presentaron las nuevas Air Force 1 “Para-Noise 2.0”.

## Actividades comerciales
En 2012, G-Dragon construyó un hotel para su familia, que ahora es administrado por sus padres y también está abierto a los fanáticos. El 20 de octubre de 2015, él abrió oficialmente su primer café en la isla de Jeju, el Monsant Cafe, y en 2017 abrió un segundo con el nombre Untitled, 2017, inspirado en el título de su canción «Untitled, 2014». También contiene una pista de bowling y se encuentra dentro del complejo de edificios de YG Entertainment.

## Filantropía
G-Dragon ha apoyado a varias organizaciones de caridad a lo largo de los años. En particular, colaboró con la campaña With organizada por YG Entertainment para construir infraestructuras en Nepal y Haití. En general, se ha informado que es costumbre hacer donaciones todos los años en su cumpleaños. En el día de su cumpleaños, en 2017, el cantante donó 81,8 millones de wones a la agencia de refugiados de las Naciones Unidas, lo que corresponde a unos 80,000 dólares. G-Dragon también participó en donaciones para el Hospital Nacional de la Universidad de Seúl y las campañas de Product Red para combatir el SIDA. Además, en 2017 se plantó un bosque de cítricos en la isla de Jeju con el nombre real del artista, cuyas frutas fueron donadas en algunos eventos de caridad.

## Vida personal
G-Dragon se unió a la Universidad de Kyung Hee en 2008 para estudiar música posmoderna. Luego se retiró y eligió especializarse en Estudios de Deportes de Ocio en la Universidad Gukje Cyber y recibió su licenciatura en 2013. Se graduó en 2016 de la Universidad Sejong. Los planes de su doctorado habían sido pospuestos debido a su inscripción militar.
En 2018, The Gazette Review ha estimado que los activos netos de G-Dragon son de 40 millones de dólares. El rapero ganó muchos seguidores en las redes sociales, y en enero de 2019 fue la cuenta coreana más popular en Instagram con más de 16,1 millones de seguidores.
El rapero comenzó el servicio militar el 27 de febrero de 2018 y salió el 26 de octubre de 2019.
En febrero de 2021 el medio coreano Dispatch, hizo público un artículo que confirmaba su relación con Jennie, miembro del grupo Blackpink, posteriormente su agencia YG Entertainment lanzó un comunicado, aunque no confirmó o desmintió este rumor.

## Discografía

### Álbumes de estudio
- 2009: Heartbreaker
- 2013: Coup d'Etat
- 2013: Coup d'Etat Versión Japonesa
- 2025: Übermensch

### EPs
- 2012: One of a Kind
- 2017: Kwon Ji Yong

## Giras
- 2013: One of a Kind World Tour
- 2017: Act III: M.O.T.T.E World Tour